# 바그다드의 원형 도시

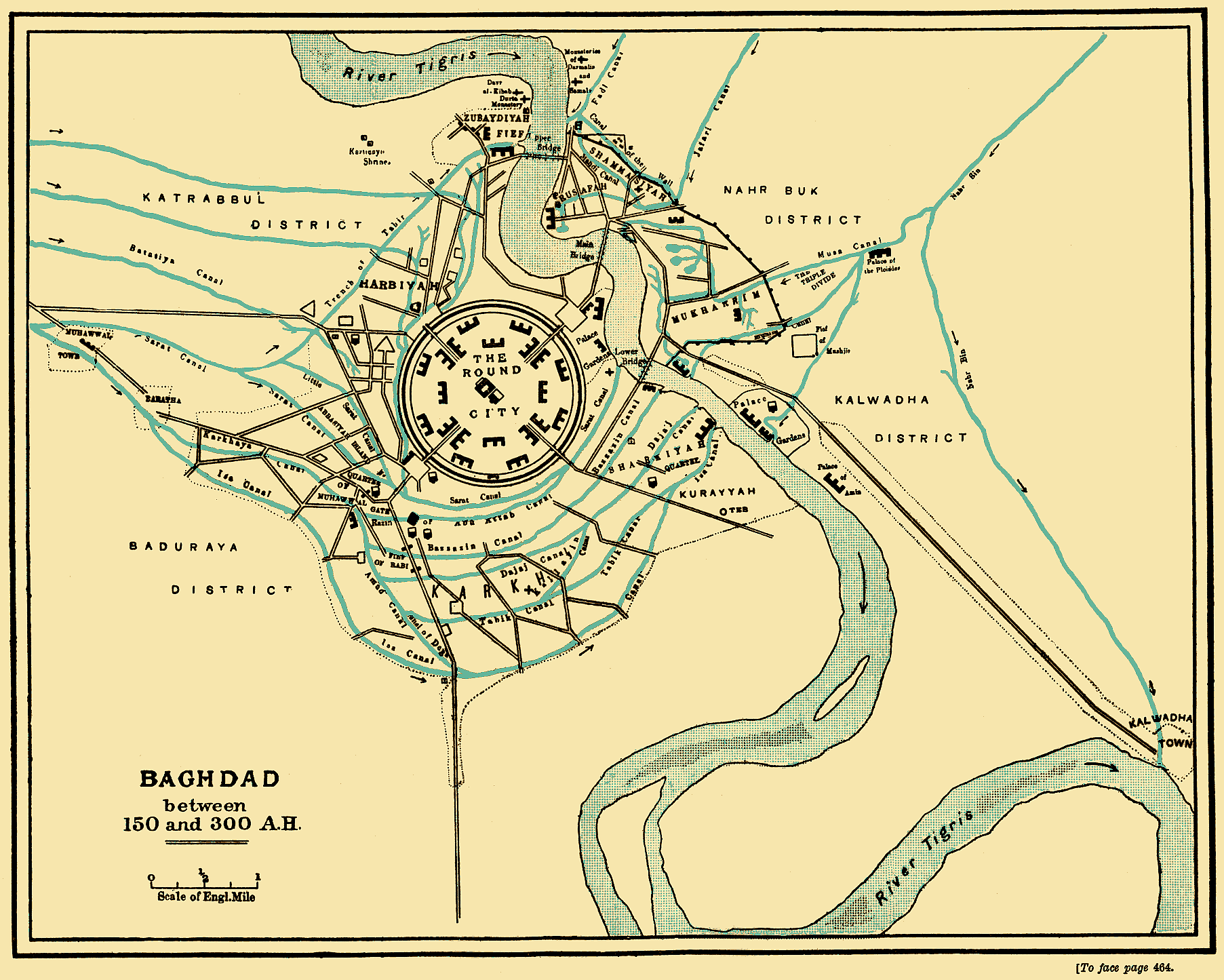
바그다드의 원형 도시 지도

바그다드의 원형 도시(Madinat-As-Salam 마디나트앗살람[*])은 '평화의 도시'라는 뜻으로, 767년부터 912년까지 바그다드 서쪽에 지어진 고대 도시로, 지혜의 집이 있던 곳이다.

## Al-Mansur's Round City of Baghdadin "archnet" website
- Baghdad (Madinat al-Salam) in "islamic art" website